# Roc dels Racons
El Roc dels Racons és una muntanya de 1.009 metres que es troba al municipi de la Ribera d'Urgellet, a la comarca de l'Alt Urgell.